# Dealu Bistrii
Dealu Bistrii falu Romániában, Erdélyben, Fehér megyében. Közigazgatásilag Topánfalva városhoz tartozik.
Korábban Topánfalva része volt, az 1956-os népszámláláskor jelent meg első ízben különálló faluként. 1956-ban 126, 1966-ban 129, 1977-ben 136, 1992-ben 122, 2002-ben 113 lakosa volt, valamennyien románok.